# Carlotta Monterey
Carlotta Monterey (nascida Hazel Neilson Taasinge; San Francisco, 28 de dezembro de 1888 – Westwood, 18 de novembro de 1970) foi uma atriz de teatro e cinema americana. Ela foi a terceira e última esposa do dramaturgo ganhador dos prémios Nobel e Pulitzer, Eugene O'Neill.

## Biografia
Nasceu em San Francisco, Califórnia, a filha de Christian Neilson Tharsing e Nellie Gotshett. Abandonada por seu pai, ela foi criada por uma tia de quatro anos. Depois de ganhar o título de "Miss Califórnia" em um concurso de beleza, ela viajou para Londres para estudar atuando com Sir Herbert Beerbohm Tree. Adotou o nome Carlotta Monterey após seu retorno aos Estados Unidos no início da Primeira Guerra Mundial, e prosseguiu uma carreira no teatro. Ela obteve críticas depreciativas sobre sua capacidade de atuar, mas sua beleza era muito admirada.
Depois de se divorciar de seu terceiro marido, o ilustrador Ralph Barton, em 1926, Carlotta se envolveu romanticamente com Eugene O'Neill, que conheceu em 1922, quando ela atuou em uma produção de sua peça The Hairy Ape. Eles se casaram em julho de 1929 em Paris. Ela permaneceu com O'Neill pelo resto de sua vida, e se dedicou a manter sua privacidade. Depois da morte dele em 1953, Carlotta acelerou a publicação de sua obra autobiográfica Long Day's Journey Into Night, que O'Neill havia instruído seu editor a reter até 25 anos depois de sua morte. A peça foi premiada com o Prêmio Pulitzer de 1957 por Drama, e é o trabalho mais conhecido de O'Neill.
Carlotta era uma residente do Valley Nursing Home em Westwood, Nova Jérsei, onde ela morreu em 18 de novembro de 1970.

## Filmografia
- 1920 - The Cost
- 1925 - Soul-Fire